# 콜론나 광장

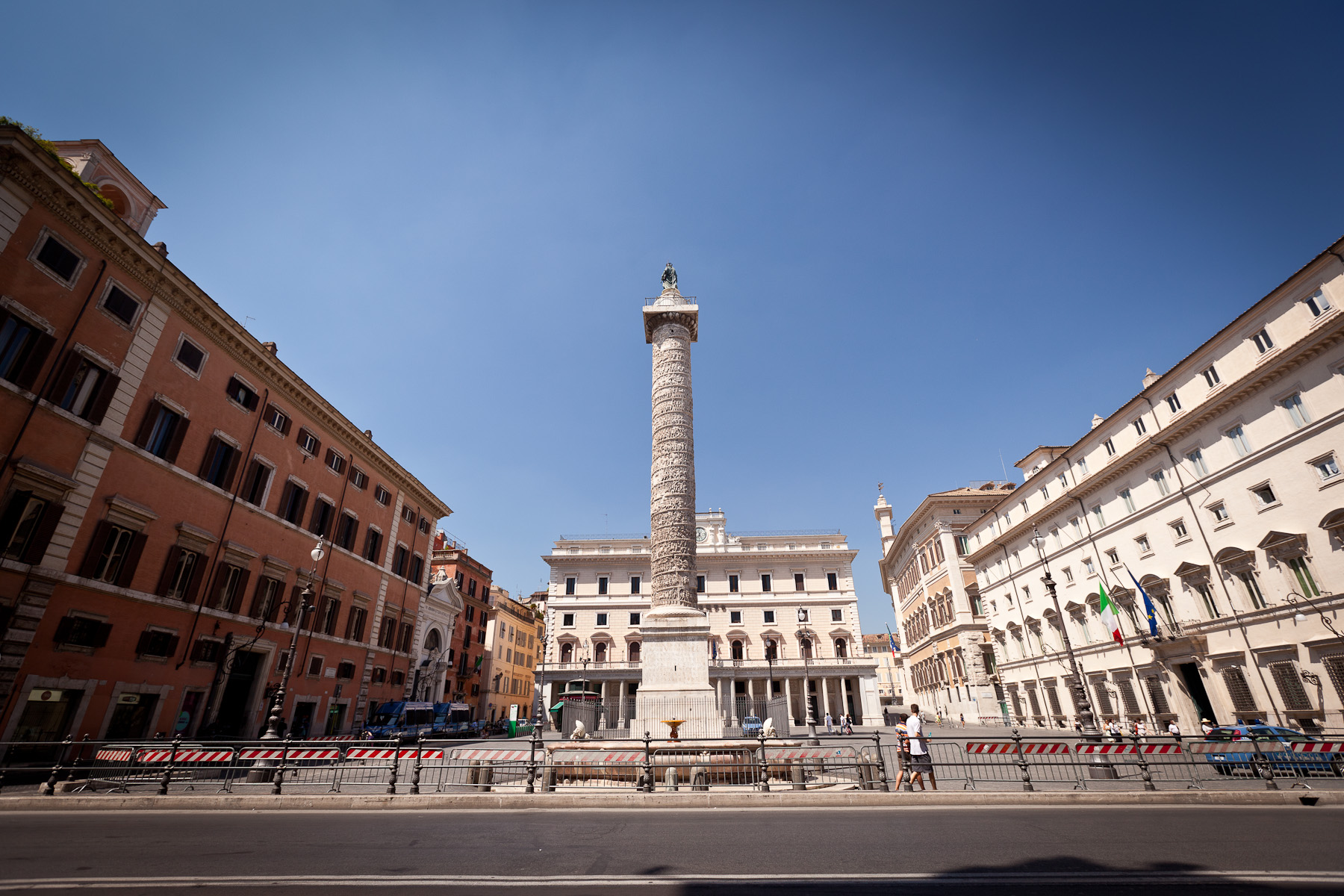
콜론나 광장

콜론나 광장(Piazza Colonna)은 이탈리아 로마 콜론나 중심에 있는 광장이다. 명칭은 서기 193년부터 이곳에 세워져 있는 대리석 마르쿠스 아우렐리우스 원주에서 채택되었다.